# Giovanni Venturini

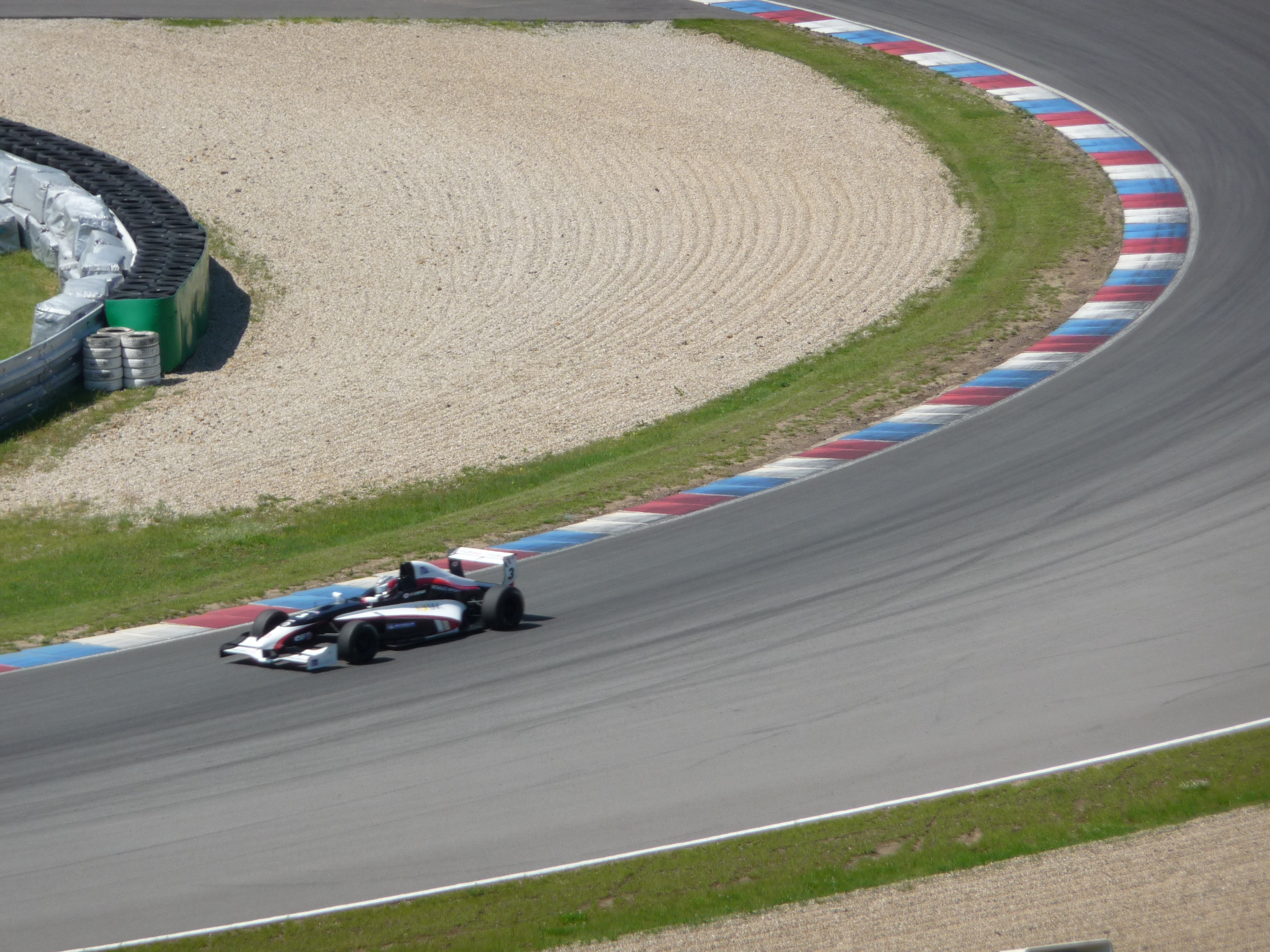
Giovanni Venturini i Formula Renault 2.0 Eurocup på Masaryk Circuit 2010.

Giovanni Venturini, född 9 november 1991 i Vicenza, är en italiensk racerförare.

## Racingkarriär
Venturini startade sin formelbilskarriär under 2008, då han körde i både Formula Junior FR2.0 Portugals och Formula 2000 Light Italys vinterserier. I 2000 Light, som endast bestod av två race, slutade han på andra plats bakom chilenaren Martin Scuncio.
Säsongen 2009 körde han sin första riktiga säsong, och slutade redan då på tredjeplats i Formula Renault 2.0 Italia, samt tvåa i LO Formula Renault 2.0 Suisse, efter tre segrar under säsongen. Venturini vann även Formula 2000 Light Italy Opening Series, som även den bestod av två race.
Till säsongen 2010 flyttade han upp till det största Formel Renault 2.0-mästerskapet, Formula Renault 2.0 Eurocup. Han lyckades ta två pallplatser, inklusive en seger, och slutade på femte plats totalt. Under säsongen gjorde han även små inhopp i Formula Renault 2.0 Northern European Cup och Formula Renault 2.0 UK.
År 2011 tog Venturini steget till Auto GP. Redan under den första tävlingshelgen, som gick på Autodromo Nazionale Monza, tog han pole position och vann det första racet. Säsongen blev sedan mycket ojämn, men han lyckades vinna ett race till. Från att ha lett mästerskapet i början av säsongen, ramlade han successivt bakåt och när säsongen var slut låg han bara på nionde plats totalt.
| År                                               | Klass/Mästerskap                            | Team             | Bil                               | Totalt/poäng | Bästa placering              |
| ------------------------------------------------ | ------------------------------------------- | ---------------- | --------------------------------- | ------------ | ---------------------------- |
| 2008                                             | Formula Junior FR2.0 Portugal Winter Series | CO2 Motorsport   | Tatuus FR2000 (Renault)           | 7:a/16p      | 5:a på Jerez (Race 2)        |
| 2008                                             | Formula 2000 Light Italy Winter Trophy      | CO2 Motorsport   | ?                                 | 2:a/56p      | ?                            |
| 2009                                             | Formula 2000 Light Italy Opening Series     | CO2 Motorsport   | Tatuus FR2000 (Renault)           | 1:a/62p      | 1:a på Magione (Race 1)      |
| 2009                                             | Formula Renault 2.0 Italia                  | CO2 Motorsport   | Tatuus FR2000 (Renault)           | 3:a/274p     | 1:a på Misano (Race 2)       |
| 2009                                             | LO Formula Renault 2.0 Suisse               | CO2 Motorsport   | Tatuus FR2000 (Renault)           | 2:a/270p     | Tre segrar                   |
| 2010                                             | Formula Renault 2.0 Eurocup                 | Epsilon Euskadi  | Barazi-Epsilon FR2.0-10 (Renault) | 5:a/76p      | 1:a på Magny-Cours (Race 2)  |
| 2010                                             | Formula Renault 2.0 Northern European Cup   | Epsilon Euskadi  | Barazi-Epsilon FR2.0-10 (Renault) | 26:a/31p     | 4:a på Spa (Race 2)          |
| 2010                                             | Michelin Formula Renault UK                 | Epsilon Euskadi  | Tatuus FR2.0-10 (Renault)         | 29:a/12p     | 14:e på Silverstone (Race 2) |
| 2011                                             | Auto GP                                     | Griffitz Durango | Lola B05/52 (Zytek)               | 9:a/76p      | Två segrar                   |
| Senast uppdaterad: 2011-10-17 (4820 dagar sedan) |                                             |                  |                                   |              |                              |